# Septembre 2022
Le mois de septembre 2022 est marqué par la mort d'Élisabeth II, reine du Royaume-Uni.

## Événements
- 19 août au 11 septembre : Tour d'Espagne 2022.
- 26 août au 11 septembre : Championnat du monde masculin de volley-ball en Pologne et Slovénie.
- 29 août au 11 septembre : US Open de tennis 2022 à New York.
- 31 août au 10 septembre : 79e édition de la Mostra de Venise en Italie.
- 1er septembre :
  - tentative d'assassinat de Cristina Kirchner en Argentine ;
  - début de l'inspection de la centrale nucléaire de Zaporijjia par l'équipe de l'AIEA envoyée en Ukraine.
- 1er au 18 septembre : Championnat d'Europe de basket-ball 2022.
- 14 au 18 septembre : Championnats du monde de gymnastique rythmique 2022.
- 4 septembre :
  - au Canada, des attaques au couteau en Saskatchewan font 10 morts ;
  - référendum constitutionnel chilien, le projet est rejeté.
- 6 septembre : Liz Truss devient Première ministre du Royaume-Uni, succédant à Boris Johnson.
- 8 septembre : Élisabeth II meurt au château de Balmoral en Écosse[1], son fils Charles III lui succède comme roi du Royaume-Uni.
- 11 septembre :
  - un séisme meurtrier frappe la Papouasie-Nouvelle-Guinée[2] ;
  - élections législatives en Suède.
- 12 septembre : l'Azerbaïdjan accuse l'Arménie de « provocations » et lance une attaque à la frontière entre les deux pays, théâtre d'un conflit depuis l'été 2021.
- 13 septembre : William Ruto devient président du Kenya.
- 13-14 septembre : meurtre d'Anouch Apetian en Arménie.
- 14 septembre : des affrontements opposent le Kirghizistan et le Tadjikistan à cause d'un litige sur le tracé de la frontière entre les deux pays.
- 14 au 27 septembre : l'ouragan Fiona fait au moins 27 morts dans les Caraïbes et au Canada.
- 16 septembre : des manifestations ont lieu en Iran faisant 30 morts, à la suite de la mort de Mahsa Amini lors de son arrestation.
- 18 au 25 septembre : Championnats du monde de cyclisme sur route 2022.
- 19 septembre :
  - obsèques d'Élisabeth II à l'abbaye de Westminster à Londres ;
  - la Guinée équatoriale abolit la peine de mort[3].
- 21 septembre : Vladimir Poutine annonce la mobilisation de 300 000 réservistes russes pour combattre en Ukraine.
- 22 septembre au 1er octobre : 19ᵉ édition de la Coupe du monde féminine de basket-ball.
- À partir du 23 septembre : l'ouragan Ian touche terre à Cuba et en Floride, aux États-Unis, faisant au moins 16 morts et laissant des millions de personnes sans électricité.
- 23 septembre : début des référendums en Ukraine occupée, organisés par la Russie et controversés dans le contexte de guerre en cours.
- 23-24 septembre : élections sénatoriales tchèques.
- 23 septembre au 15 octobre : 19e édition du Championnat du monde féminin de volley-ball.
- 25 septembre :
  - élections générales en Italie ;
  - référendum cubain sur le mariage homosexuel ;
  - élections législatives à Sao Tomé-et-Principe.
- 26 septembre  :
  - l'impacteur DART du programme de défense planétaire de la NASA percute avec succès l'astéroïde Dimorphos.
  - trois déversements de fuites de gaz distincts sont détectés dans la Mer Baltique à la suite d'explosions dans les pipelines Nord Stream et Nord Stream 2 dans ce qui semble être des actes de sabotage.
- 28 septembre : élection présidentielle nauruane.
- 29 septembre :
  - élections législatives au Koweït ;
  - élection présidentielle au Liban (1re session).
- 30 septembre :
  - annexion des oblasts ukrainiens de Louhansk, Donetsk, Zaporijjia et Kherson par la Russie ;
  - coup d'État au Burkina Faso.